# Vesterbro (Odense)
 Der er flere lokaliteter med dette navn, se Vesterbro (flertydig).
Vesterbro er en gade i det centrale Odense, der ligger i forlængelse af den ene af byens to længere gågader, Vestergade. Gaden strækker sig over 700 m og fortsætter som Middelfartvej. På Vesterbro finder man en del butikker, herunder det ene af byens tre Føtex-varehuse.
Området omkring Vesterbro kaldes Vesterbrokvarteret. 
|  | Denne artikel om en bygning eller et bygningsværk kan blive bedre, hvis der indsættes et (bedre) billede. Du kan hjælpe ved at afsøge Wikimedia Commons for et passende billede eller lægge et op på Wikimedia Commons med en af de tilladte licenser og indsætte det i artiklen. |

55°23′38.97″N 10°22′27.12″Ø / 55.3941583°N 10.3742000°Ø